# Marco Castellaneta
Marco Castellaneta ist ein Schweizer Kultur- und Medienschaffender und Journalist.

## Leben
Castellaneta wuchs in Luzern auf und absolvierte eine Ausbildung als Journalist. Ab 1990 arbeitete er als freier Mitarbeiter für die Zeitung Luzerner Neueste Nachrichten und für Radio Pilatus. Danach war er bei den Rundfunksendern Schweizer Radio und Fernsehen und Sat.1 als Chefredakteur und Moderator tätig. Im Jahre 2004 wechselte er zu Ringier AG, zuerst als Konzernsprecher und Mitglied der Konzernleitung und danach als Geschäftsführer von Ringier Entertainment und Verwaltungsratspräsident der Radio Energy Gruppe mit Radiostationen in Zürich, Bern und Basel sowie als Präsident des internationalen Rose d’Or Festivals.
Seit 2013 ist er im musealen Geschäftsbereich tätig. Er übernahm als Geschäftsführer das Operative Geschäft des Schweizerischen Nationalmuseums. Seit 1. November 2016 ist er Museumsdirektor des Aargauer Museums- und Schlösserverbundes Museum Aargau. Ab Januar 2023 wechselt er wieder nach Luzern als Kulturbeauftragter, welcher die Kulturförderung, Museum Luzern, die Denkmalpflege, die Kantonsarchäologie und die Zentral- und Hochschulbibliothek sowie die Geschäftsstelle der Zentralschweizer Filmförderung verantwortet. Er ist seit 2023 Delegierter des Kantons Luzern im Zweckerverband der Grossen Kulturbetriebe; mit dem Verkehrshaus, dem Theater Luzern, dem Luzerner Sinfonieorchester, dem Lucerne Festival und dem Kunstmuseum Luzern. Sein Nachfolger bei Museum Aargau wurde der Schwyzer Marco Sigg.
Zudem war er von 2010 bis 2019 Verwaltungsrat der FC Luzern Innerschweiz AG und ist aktuell Präsident des Verbands Schweizer Schlösser.
Castellaneta lebt in Luzern.